# Östra Strö församling
Östra Strö församling var en församling i Lunds stift och i Eslövs kommun. Församlingen uppgick 2002 i Östra Strö-Skarhults församling.

## Administrativ historik
Församlingen har medeltida ursprung. Före den 1 januari 1886 (ändring enligt beslut den 17 april 1885) var namnet Strö församling'.
Församlingen var till 1 maj 1929 i pastorat med Skarhults församling, före omkring 1600 som annexförsamling därefter som moderförsamling. Från 1 maj 1929 till och med 1961 var församlingen moderförsamling i pastoratet Östra Strö, Skarhult, Borlunda och Skeglinge. Från 1962 till och med 1997 var den annexförsamling i pastoratet Gårdstånga, Holmby, Östra Strö, Skarhult, Borlunda och Skeglinge, de två senare från 1992 sammanlagda i Borlunda-Skeglinge församling. Från 1998 till och med 2001 annexförsamling pastoratet Gårdstånga-Holmby, Östra Strö, Skarhult och Borlunda-Skeglinge. Församlingen uppgick 2002 i Östra Strö-Skarhults församling.

## Kyrkor
- Östra Strö kyrka

## Präster i Östra Strö och Skarhult under skånska kriget
Henrik Sparre, född i Danmark och universitetsstudier i Köpenhamn. Tjänstgjorde i Östra Strö och Skarhult 1655–1676. Hösten 1676, då Skarhults "uthus" brändes av danskarna, övergick Sparre till dansk sida och enligt senare uppgift ska han också ha hjälpt dem med upplysningar. Fick ny församling i Danmark. Sparre låg i häftig konflikt med såväl bönderna, förvaltaren på Skarhult som häradsprosten med flera..
Olof Halling, född i Torsåker och universitetsstudier i Uppsala. Halling tjänstgjorde i Östra Strö och Skarhult 1679–1719. Enligt ett intyg från 1681 var socknarna ödelagda av fienden då Halling tillträdde. Vidare var prästgården nedbruten av svenska trupper..